# Тернопільська загальноосвітня школа № 27
Тернопільська загальноосвітня школа І-ІІІ ступенів № 27 — середній освітній комунальний навчальний заклад Тернопільської міської ради в м. Тернополі Тернопільської області.

## Історія
Школа заснована в 1990 році.

## Сучасність
У 26 класах школи навчається 716 учнів.
У школі діє правовий, економічний профіль навчання, викладають англійську, польську та німецьку мови.

## Педагогічний колектив

### Директори
- Леонід Дем'янович Повар — 1990—1998,
- Ярослав Йосипович Вовк — 1998—2021,
- Ільчук Людмила Михайлівна — від 2021.

## Відомі випускники, учні
- Руслан Андросюк — майор Державної прикордонної служби України.
- Віктор Гурняк — український фотокореспондент, військовик (боєць 24-го батальйону територіальної оборони «Айдар» Міністерства оборони України), пластун. Загинув, боронячи Україну в російсько-українській війні.